# Allegheny Vallis
Allegheny Vallis és una formació geològica de tipus vallis a la superfície de Mart, localitzada amb el sistema de coordenades planetocèntriques a -8.41 ° latitud N i 307.21 ° longitud E, que fa 171.08 km de diàmetre. El nom va ser aprovat per la UAI l'any 2003 i fa referència a una característica d'albedo que pren el nom d'un riu a Pennsylvania, EAU.